# Heinz Kohnen
Heinz Kohnen (* 5. Februar 1938 in Oberhausen; † 25. Juli 1997 in Münster-Nienberge) war ein deutscher Geophysiker und Polarforscher.

## Leben
Nach dem Abitur im Jahre 1959 studierte Heinz Kohnen in Mainz und Münster Geophysik. 1960 trat er der KDB Nibelungen zu Münster im RKDB bei. Er nahm an der 2. Internationalen Glaziologischen Grönland-Expedition im Jahre 1967 teil, bei der er refraktionsseismische Messungen der Eisdicke durchführte. Diese Arbeiten bildeten die Grundlage seiner 1969 an der Universität Münster abgeschlossenen Dissertation Über den Aufbau des grönländischen Inlandeises. In der Folgezeit war er als Assistent am Institut für Geophysik an der Westfälischen Wilhelms-Universität in Münster tätig und führte wissenschaftliche Expeditionen in die Antarktis und die kanadische Arktis durch, bei denen er sich mit den physikalischen Eigenschaften großer Gletschersysteme befasste.
Im Jahre 1978 wurde Kohnen als deutscher Vertreter in die SCAR Working Group on Glaciology and Logistics entsandt, die die wissenschaftlichen Aktivitäten der Antarktisforschung koordiniert. Im Südsommer 1979/80 erkundete er den Standort für die deutsche Georg-von-Neumayer-Station in der Antarktis und leitete im Folgejahr deren Bau. In der Saison 1982/83 nahm er an der ersten, vom Alfred-Wegener-Institut organisierten Expedition in das Innere der Antarktis teil, deren Ziel die Kraulberge waren.
Von 1982 bis zu seinem Tod war er Chef der Logistikabteilung des Alfred-Wegener-Institutes. In diese Zeit fallen unter anderem die Indienststellung der Polarstern, der Neubau der Neumayer-Station II und der Bau der Koldewey-Station auf Spitzbergen.
Das Alfred-Wegener-Institut taufte die im Jahre 2001 eröffnete Sommerstation an der EPICA-Bohrlokation im Dronning Maud Land Kohnen-Station. Bereits seit 1974 ist er Namensgeber für den Mount Kohnen in der Antarktis.

## Mitgliedschaften in wissenschaftlichen Organisationen
- Vorsitzender des „Standing Committee on Antarctic Logistics and Operations“ 1988–1992[2]
- Geschäftsführer der Deutschen Gesellschaft für Polarforschung 1967–1981